# Bill Kelliher

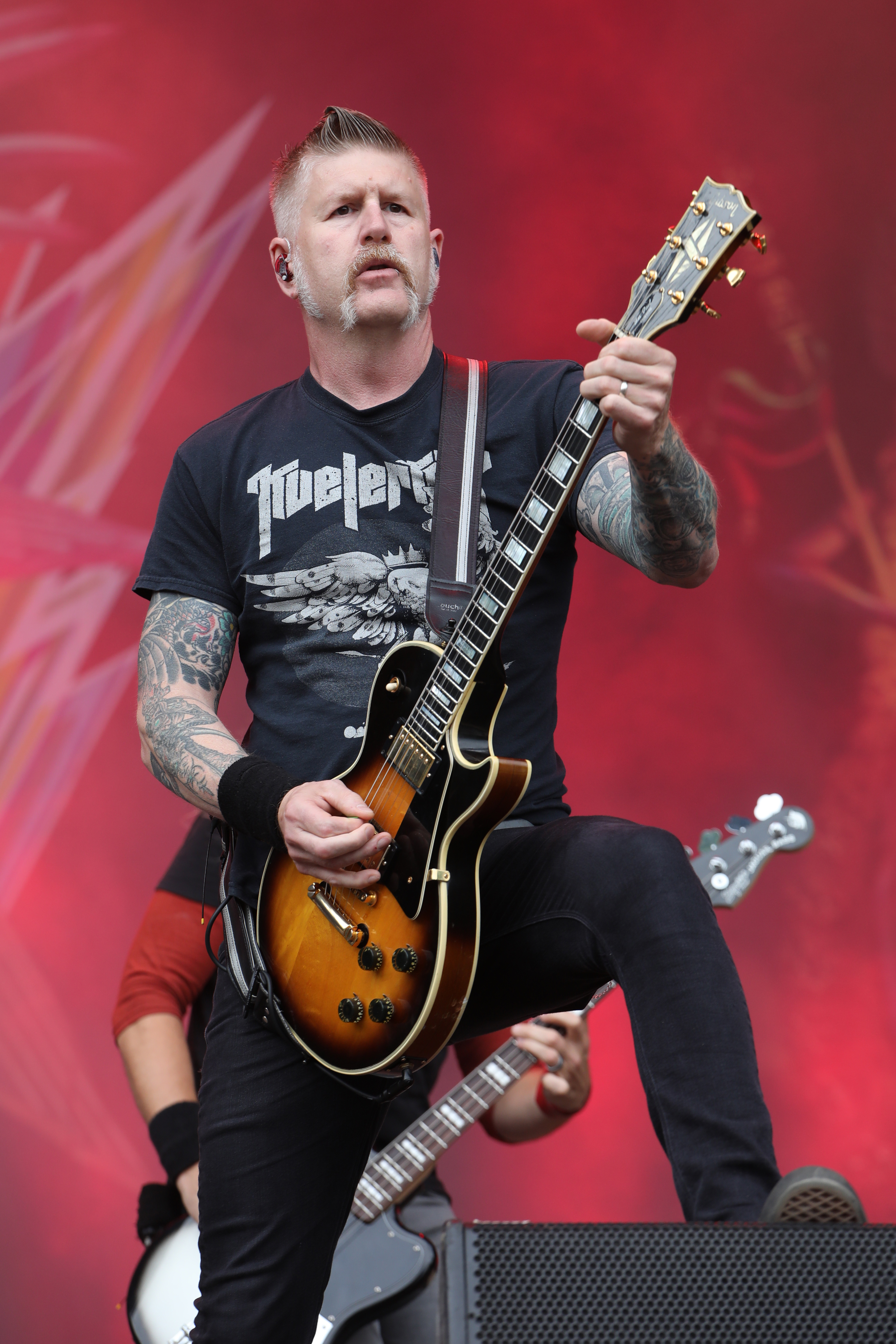
Bill Kelliher (2022)

William Breen „Bill“ Kelliher (* 23. März 1971) ist ein US-amerikanischer Gitarrist. Er ist Gründungsmitglied der Metal-Band Mastodon und spielte zuvor bei Lethargy und Today Is the Day.

## Werdegang
Kelliher begann im Alter von 15 Jahren, Gitarre zu spielen, nachdem sein Vater ihm eine Gitarre schenkte. Es handelte sich um ein Instrument der Firma Kramer, wie sie Eddie Van Halen in dem Musikvideo des Van-Halen-Liedes Jump spielt. Kellihers musikalische Vorbilder waren zunächst The Edge von der Band U2, später Johnny Ramone von den Ramones, East Bay Ray von den Dead Kennedys oder Greg Ginn von Black Flag. Kurze Zeit später gründete er mit Freunden eine Punk-Coverband, die später auch Lieder von Hardcore-Bands wie D.R.I. oder Metalbands wie Anthrax, Slayer oder Metallica spielte. Gitarrenunterricht hat Kelliher nie genommen. Ab 1994 spielte Kelliher bei der Band Lethargy, wo er Brian Steltz ersetzte. Mit Lethargy nahm er im Jahre 1996 deren einziges Studioalbum It’s Hard to Write with a Little Hand auf. Zusammen mit dem Schlagzeuger Brann Dailor wechselte Kelliher zu Today Is the Day und spielte das im Jahr 1999 erschienene Album In the Eyes of God ein.

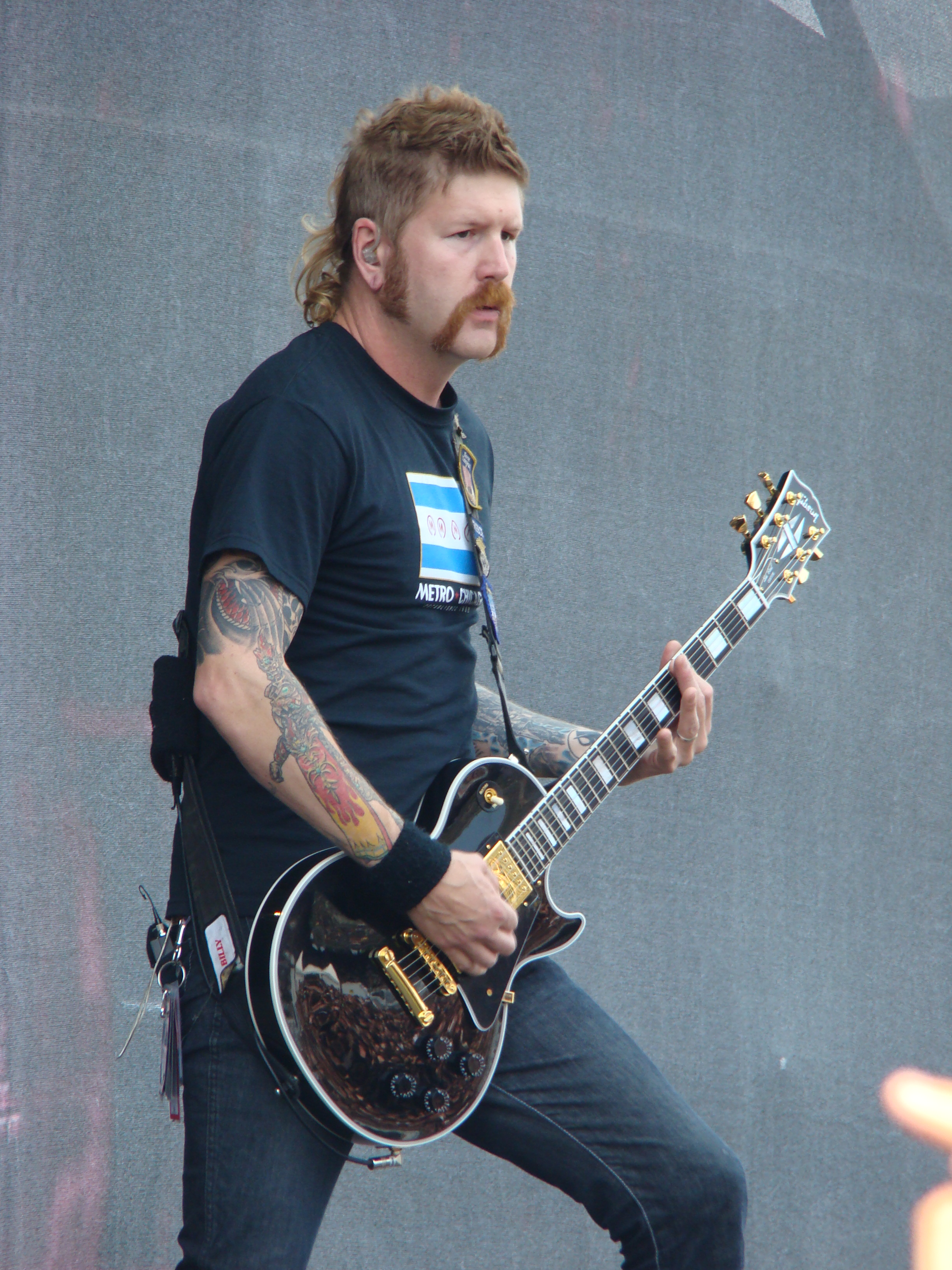
Bill Kelliher (2009)

Kurze Zeit später zog Kelliher gemeinsam mit Dailor von Rochester nach Atlanta und gründete mit dem Gitarristen Brent Hinds und dem Bassisten Troy Sanders die Band Mastodon. Bei Mastodon teilen sich Kelliher und Hinds die Gitarrenarbeit, wobei Kelliher überwiegend die Rhythmusgitarrist spielt und nur gelegentlich Soli spielt. Mit Mastodon veröffentlichte Kelliher sieben Studioalben und wurde mit der Band dreimal für einen Grammy nominiert. Im Jahre 2007 gewann Kelliher zusammen mit Brent Hinds bei den Metal Hammer Golden Gods Awards den Preis in der Kategorie Best Shredder. Während einer Tournee im Vorprogramm von Slayer musste Kelliher am 3. November 2008 wegen einer akuten Bauspeicheldrüsenentzündung im Krankenhaus behandelt werden. In der Folgezeit musste er, bedingt durch hohen Alkoholkonsum, weitere Male stationär behandelt werden. Im Sommer 2010 musste die Band eine Sommertournee absagen. 2018 wurden Mastodon mit dem Grammy in der Kategorie Best Metal Performance ausgezeichnet. Während Kelliher früher bevorzugt eine Gibson Les Paul spielte hat er seit 2016 einen Endorsement-Vertrag mit der Firma ESP Guitar. Er bevorzugt klassisch aussehende Gitarren in klassischen Farben.
Bill Kelliher ist verheiratet und hat zwei Söhne. Neben der US-amerikanischen hat Kelliher auch die irische Staatsbürgerschaft. Zusammen mit seinen Bandkollegen hatte Kelliher im Jahre 2015 einen Auftritt als Statist in der Fernsehserie Game of Thrones. In der Episode Hartheim sind die Musiker von Mastodon als Wildlinge zu sehen. Bei den Grammy Awards 2016 gehörte Kelliher dem Komitee an, das über die Vergabe der Preise entscheidet. 2017 folgte ein weiterer Auftritt in der Serie Game of Thrones in der Folge Der Drache und der Wolf. Neben seiner Tätigkeit als Musiker gibt Kelliher auch privaten Gitarrenunterricht, insbesondere wenn er mit Mastodon auf Tournee ist.

## Diskographie

### Mit anderen Bands
- 1996: Lethargy · It’s Hard to Write with a Little Hand
- 1999: Today Is the Day · In the Eyes of God